# Berlinale 1990
La Berlinale 1990, 40e édition du festival international du film de Berlin (40. Internationalen Filmfestspiele Berlin), s'est tenue du 9 au 20 février 1990.

## Jury
- Michael Ballhaus (Allemagne), président du jury
- Margaret Ménégoz (France, Allemagne), coprésidente du jury
- Vadim Abdrashitov (URSS)
- Suzana Amaral (Brésil)
- Steven Bach (États-Unis)
- Roberto Benigni (Italie)
- Lívia Gyarmathy (Hongrie)
- Helke Misselwitz (Allemagne)
- Otto Sander (Allemagne)
- Stephen Silverman (États-Unis)
- Rita Tushingham (Royaume-Uni)

## Sélections

### Compétition
La sélection officielle en compétition se compose de 22 films.
- A halálraítélt de János Zsombolyai
- Los ángeles de Jacob Berger
- Le Syndrome asthénique (Astenicheskiy sindrom) de Kira Mouratova
- Attache-moi ! (¡Átame!) de Pedro Almodóvar
- Ben ming nian de Xie Fei
- Né un 4 juillet (Born on the Fourth of July) d'Oliver Stone
- Coming Out de Heiner Carow
- Das schreckliche Mädchen de Michael Verhoeven
- Dias Melhores Virão de Carlos Diegues
- Miss Daisy et son chauffeur (Driving Miss Daisy) de Bruce Beresford
- Herzlich willkommen de Hark Bohm
- Il segreto de Francesco Maselli
- La Garde (Karaul) d'Alexandre Rogojkine
- La Vengeance d'une femme de Jacques Doillon
- Les Noces de papier de Michel Brault
- Music Box de Costa-Gavras
- Les Maîtres de l'ombre (Fat Man and Little Boy) de Roland Joffé
- Silent Scream de David Hayman
- Alouettes, le fil à la patte (Skrivánci na niti) de Jiří Menzel
- Talvisota de Pekka Parikka
- La Servante écarlate (The Handmaid's Tale) de Volker Schlöndorff
- La Guerre des Rose (The War of the Roses) de Danny DeVito

### Hors compétition
8 films sont présentés hors compétition.
- L'Espoir aux trousses (300 mil do nieba) de Maciej Dejczer
- Conte de printemps d'Éric Rohmer
- Crimes et Délits (Crimes and Misdemeanors) de Woody Allen
- Chacun sa chance (Everybody Wins) de Karel Reisz
- Voyage à Melonia (Resan till Melonia) de Per Åhlin
- La Trace des pierres (Spur der Steine) de Frank Beyer
- Potins de femmes (Steel Magnolias) de Herbert Ross
- Terracotta Warrior (Qin yong) de Ching Siu-tung

## Palmarès
- Ours d'or : ex æquo Music Box de Costa-Gavras et Alouettes, le fil à la patte de Jiří Menzel
- Ours d'argent (Grand prix du jury) : Le Syndrome asthénique de Kira Mouratova
- Ours d'argent de la meilleure performance d'acteur : Iain Glen pour Silent Scream de David Hayman
- Ours d'argent de la meilleure performance d'équipe d'acteurs : Jessica Tandy et Morgan Freeman pour Miss Daisy et son chauffeur
- Ours d'argent du meilleur réalisateur : Michael Verhoeven pour Das schreckliche Mädchen
- Caméra de la Berlinale : Bernhard Wicki, Karel Vachek, Frank Beyer et Martin Landau
- Ours d'or d'honneur : Oliver Stone